# Tempo de Alegria (canção)
"Tempo de Alegria" é uma canção da cantora e compositora Ivete Sangalo, gravada para ser o primeiro single de seu quarto álbum ao vivo Multishow ao Vivo: Ivete Sangalo - 20 Anos, gravado em 14 de dezembro de 2013, no Arena Fonte Nova, em Salvador. Foi lançado originalmente em 5 de novembro de 2013, sendo que em 4 de fevereiro de 2014 uma versão ao vivo foi liberada.
Composta pelo parceiro de longa data Gigi, em parceria com Magno Sant’anna e Filipe Escandurras, "Tempo de Alegria" é uma canção pop, com influências eletrônicas e dançantes. A canção recebeu críticas positivas, com os críticos aplaudindo o fato da canção ser pegajosa, tanto para o carnaval, quanto para a copa do mundo. Nas paradas de sucesso, a canção alcançou o topo do Hot 100 Brasil, mas só conquistou a posição de número 10 na parada da Billboard Brasil.

## Antecedentes e lançamento
Após o lançamento do seu sétimo álbum de estúdio, Real Fantasia (2012), que extraiu o hit "Dançando" e vendeu mais de 130 mil cópias, Ivete anunciou que gravaria o seu quarto DVD, em comemoração aos seus 20 anos de carreira, escolhendo a Arena Fonte Nova (Salvador) como local de gravação. Antes mesmo de gravar o DVD, Ivete lançou a canção "Tempo de Alegria" como primeiro single do projeto, no dia 5 de novembro de 2013. A versão ao vivo, gravada no show, foi lançada no dia 4 de fevereiro de 2014.

## Composição
"Tempo de Alegria" foi escrita por Gigi (que já escreveu diversos hits da cantora, como "Acelera Aê (Noite do Bem)", "Abalou", entre outras) em parceria com Magno Sant'anna e Felipe Escandurras (os mesmo compositores do hit do carnaval, "Lepo Lepo"). A canção conta com toques eletrônicos no arranjo dançante, já sua letra alude à comunhão da artista com o público nos shows feitos ao longo desses 20 anos.
No início, a cantora canta: "É amor, é tanto amor que eu sinto esse momento/É tão bonito esse mar de mãos/Ver todo mundo assim cantando junto, é maravilhoso," já no seu refrão Ivete repete, "Ôôô, ôôôôôô, ôôô... Alegria, alegria." Segundo a própria Ivete, "A música fala da emoção de estar no palco, de ver todo mundo cantando junto, algo que é sempre único. É um Tempo de Alegria, de celebrarmos juntos esses 20 anos e o nosso amor."

## Olímpiadas e Paralímpiadas 2016
Além de ter feito sucesso no Carnaval de 2014, a música também emplacou durante os jogos olímpicos e paralímpicos, realizados no Rio de Janeiro, em 2016. Nas partidas das modalidades olímpicos e paralímpicas, a música era tocada imediatamente a cada ponto realizado pelo Brasil. A música também era tocada durante os intervalos dos jogos e sempre era acompanhado de um coro realizado pelo público.
No dia 18 de setembro de 2016, Ivete Sangalo fez uma participação especial no encerramento das Paralímpiadas. A cantora realizou uma performance de "A Paz", "Transformar" - música oficial das Paralímpiadas, com a qual performou juntamente com o britânico Calum Scott -, "O Farol", "Sorte Grande" e "Tempo de Alegria".
A performance de "Tempo de Alegria" contou com muita energia, fogos de artifício e o mascote oficial Tom dançando ao lado de Ivete. Logo após o evento se encerrar, o público presente no Maracanã cantou a música a capela, nunca tentativa de dizer que a festa não deveria acabar.

## Recepção

### Crítica
"Tempo de Alegria" recebeu críticas positivas dos críticos de música. Mauro Ferreira do Notas Musicais classificou a canção como uma "boa música inédita", dizendo que na canção, "Ivete acena para o folião do Carnaval de 2014." Leonardo Gattuso do Contra Cena Arte disse que a canção "promete bombar não só no carnaval, mas também em ano de Copa do Mundo, fazendo a galera vibrar nos estádios como aconteceu anteriormente com seus hits 'Festa' e 'Sorte Grande'." Gattuso observou que "o refrão da música: 'Ôôô, ôôôôôô, ôôô... Alegria! Alegria!', pode ser facilmente trocado por 'Goool, Goooooool, Gool... Alegria! Alegria!'."
Já a rádio FM O Dia disse que a canção "é mais um sucesso absoluto para o próximo verão e todos os outros." O site M de Mulher, da Editora Abril, listou as canções que fariam sucesso no carnaval, e apontou que 'Tempo de Alegria', "com a pegada de carnaval que a Veveta domina tão bem, vai arrasar na folia de 2014."

### Comercial
Nas paradas de sucesso, "Tempo de Alegria" teve uma performance modesta. Na Billboard Brasil, a canção alcançou apenas a posição de número 10 na Brasil Hot 100 Airplay, enquanto que na parada Brasil Regional Salvador Hot Songs, a canção alcançou o topo. Assim como na parada 'Salvador Hot Songs', "Tempo de Alegria" alcançou o topo da parada Hot 100 Brasil.

## Divulgação
Para promover a canção, artistas como Claudia Leitte, Carolina Dieckmann, Bruna Marquezine, Tiago Abravanel, Giovanna Lancellotti, Fernanda Rodrigues, Fernanda Paes Leme e Alexandre Pires (que faz parte do DVD da cantora) gravaram vídeos cantando o refrão da música. No seu perfil do 'Instagram', Ivete agradeceu o apoio. "Estou feliz demais! Obrigada aos meus amigos pela alegria de vê-los cantando minha nova música #tempodealegria Amo cada um", escreveu na rede social.
Ivete fez a primeira performance da canção no dia 1º de novembro, durante o Carnalfenas, em Minas Gerais. Na televisão, Ivete cantou a canção pela primeira vez no Domingão do Faustão, no dia 1 de dezembro de 2013. "Tempo de Alegria", assim como seus antigos hits "Festa" e "Sorte Grande" foram cantados por Ivete no Show da Virada. Ao receber o prêmio Melhor Cantora nos Melhores do Ano no Faustão, Ivete cantou mais uma vez a canção.

## Videoclipe
Para promover a canção, Ivete lançou um lyric video de "Tempo de Alegria" no dia 6 de dezembro de 2013. Somente em março de 2014, o videoclipe ao vivo da canção foi lançado.

## Formatos e faixas
- Single digital[1]

1. "Tempo de Alegria" - 3:44

- Single digital ao vivo[6]

1. "Tempo de Alegria" (Multishow ao Vivo) - 3:49

## Desempenho nas tabelas
| Paradas (2013)                                  | Melhor posição |
| ----------------------------------------------- | -------------- |
| BR Billboard Brasil Hot 100 Airplay             | 10             |
| BR Billboard Brasil Regional Salvador Hot Songs | 1              |

## Histórico de lançamento

### Adição nas rádios
| País   | Data                   | Versão                               | Gravadora       |
| ------ | ---------------------- | ------------------------------------ | --------------- |
| Brasil | 3 de novembro de 2013  | Radio Premiere                       | Universal Music |
| Brasil | 5 de novembro de 2013  | Download digital — versão em estúdio | Universal Music |
| Brasil | 4 de fevereiro de 2014 | Download digital — versão ao vivo    | Universal Music |